# Croix de cimetière de Malguénac
La croix de cimetière de Malguénac est située au chevet de l'église Saint-Pierre-et-Saint-Paul au bourg de Malguénac dans le Morbihan.

## Historique
La croix de cimetière de Malguénac fait l’objet d’une inscription au titre des monuments historiques depuis le 8 mai 1933.

## Architecture
La croix  en granit est composée d'un emmarchement qui souligne le caractère monumental recherché alors que les marches ne visent pas à l'escalade du monument ; d'un piédestal appareillé, d'une colonne constituée d'un socle aux quatre faces ornées d'une frise de sculptures grossières représentant des scènes de la Passion, d'un dé supportant le fût de la croix ornée d'une Pietà mutilée et surmontée d'un dais en forme de coquille.
Le monument a perdu sa croix sommitale. 

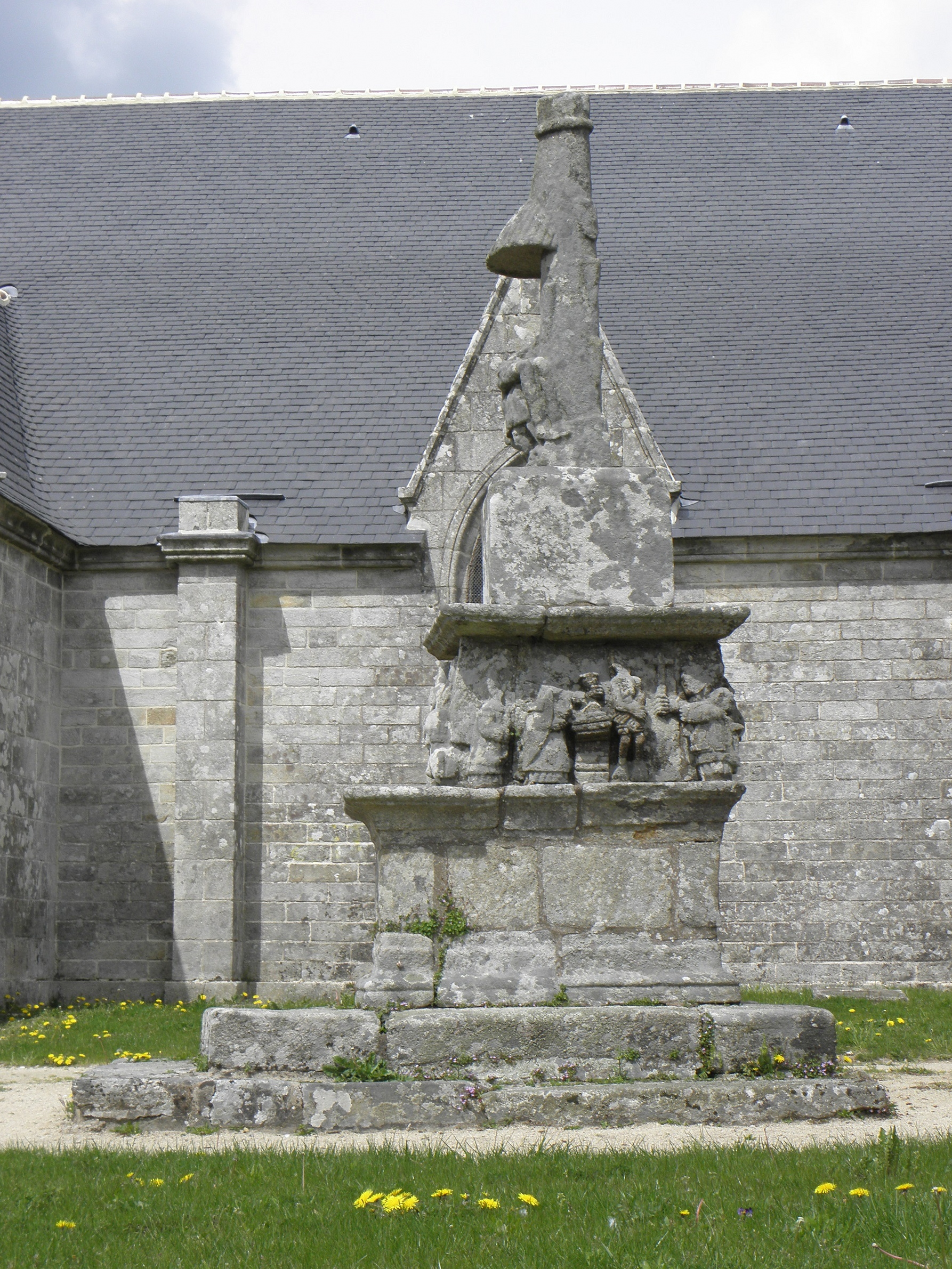
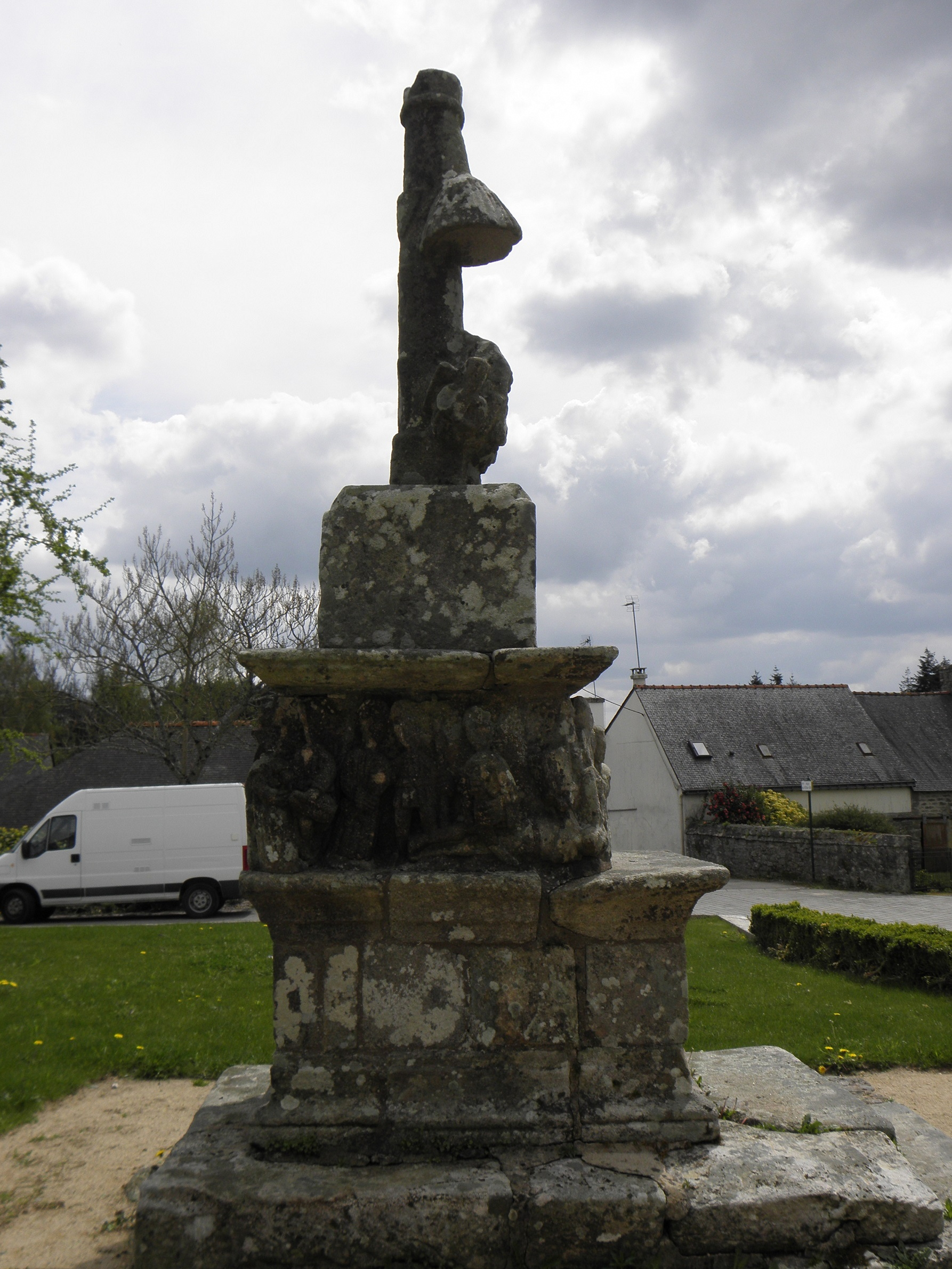
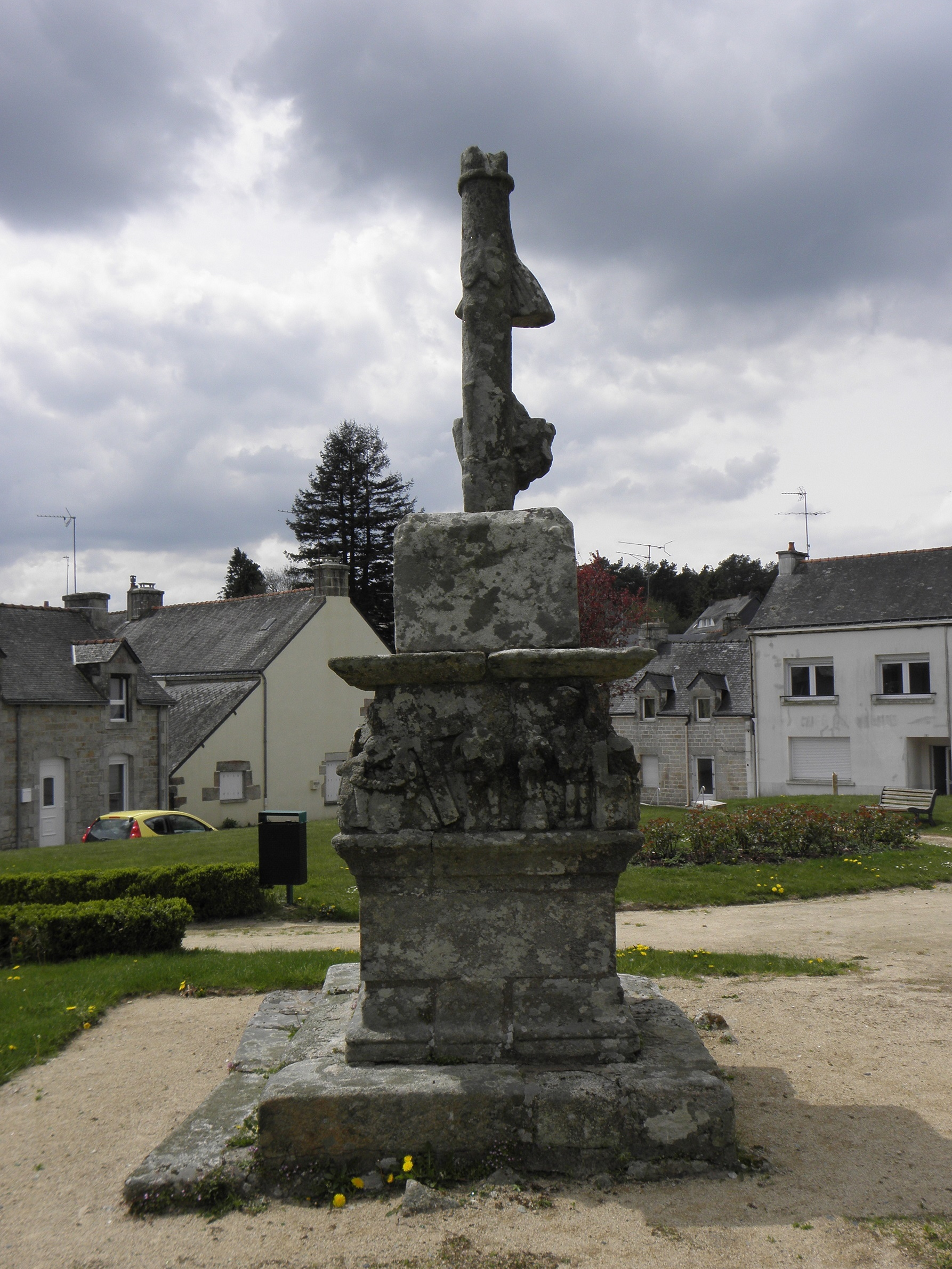